# Coccidencyrtus schizotargioniae
Coccidencyrtus schizotargioniae är en stekelart som beskrevs av Svetlana N. Myartseva 1978. Coccidencyrtus schizotargioniae ingår i släktet Coccidencyrtus och familjen sköldlussteklar.
Artens utbredningsområde är Turkmenistan. Inga underarter finns listade i Catalogue of Life.